# Fimbristylis trichophylla
Fimbristylis trichophylla là loài thực vật có hoa trong họ Cói. Loài này được Ridl. mô tả khoa học đầu tiên năm 1925.